# Karnam Malleswari

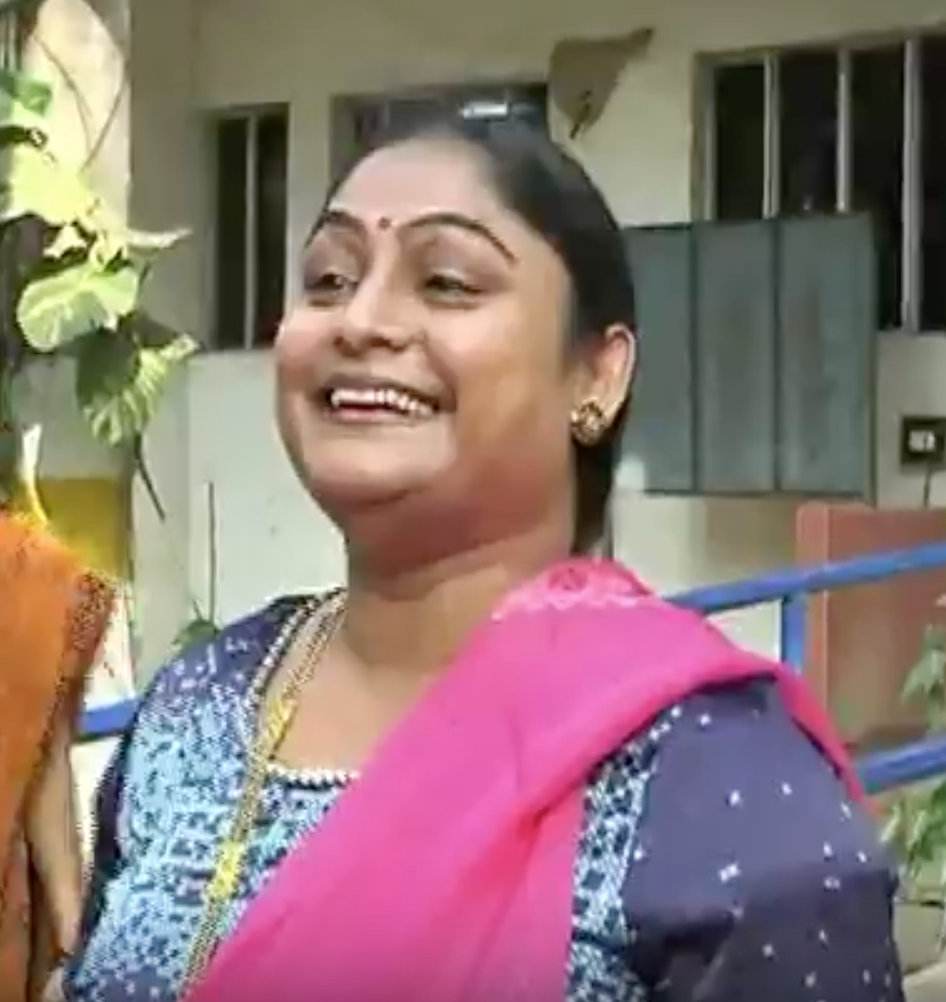
Karnam Malleswari, 2017

Karnam Malleswari (* 1. Juni 1975 in Srikakulam, Andhra Pradesh) ist eine indische Gewichtheberin. Sie war die erste indische Frau, die bei Olympischen Spielen eine Medaille gewinnen konnte.

## Werdegang
Die 1,58 m große Athletin begann 1990 mit dem Gewichtheben, nachdem sie sich vorher schon als Turnerin und Gymnastin betätigt hatte. Sie betrieb das Gewichtheben von Anfang an sehr ernsthaft, so dass neben dem täglichen Training kaum Zeit für andere Hobbys blieb. Erste Erfolge stellten sich 1993 ein, als sie bei den Weltmeisterschaften in Melbourne in der Gewichtsklasse bis 54 kg Körpergewicht zwei Medaillen gewann. Bis zu ihrer Eheschließung 1997 hob sie dann sehr erfolgreich bei mehreren Weltmeisterschaften und gewann noch einige Medaillen. Nach ihrer Eheschließung 1997 unterbrach sie ihre Karriere für zwei Jahre. Bei ihrem Wiedereinstieg in das Wettkampfgeschehen 1999 hatte sie einige Kilos an Körpergewicht zugenommen und musste in höheren Gewichtsklassen starten. Trotzdem gelang ihr bei den Olympischen Spielen 2000 in Sydney, den ersten Olympischen Spielen, bei denen Medaillen im Frauengewichtheben vergeben wurden, der Gewinn der Bronzemedaille in der Gewichtsklasse bis 69 kg Körpergewicht. Nach Sydney legte sie erneut eine Pause ein und startete erst 2003 wieder bei Weltmeisterschaften. Inzwischen war jedoch das Weltniveau bei den Gewichtheberinnen weiter gestiegen, so dass sie keine internationalen Erfolge mehr feiern konnte.

### Internationale Erfolge/Mehrkampf
(OS = Olympische Spiele, WM = Weltmeisterschaft, KG = Körpergewicht)
- 1993, 3. Platz, WM in Melbourne, bis 54 kg KG, mit 177,5 kg, hinter Chen Xiaomin, VR China, 200 kg und Robin Goad, USA, 177,5 kg;
- 1994, 1. Platz, Asian Games, bis 54 kg KG;
- 1994, 1. Platz, WM in Istanbul, bis 54 kg KG, mit 197,5 kg, vor Li Feng-Ying, VR China, 195 kg. Die als Erstplatzierte aus diesem Wettkampf hervorgegangene Chinesin Wang Sheng, die ebenfalls 197,5 kg erzielt hatte, wurde nachträglich wegen Dopings disqualifiziert;
- 1995, 1. Platz, WM in Guangzhou/VR China, bis 54 kg KG, mit 202,5 kg, vor Zhang Xixiang, China, 195 kg und Kuo Ping-chun, Taiwan, 185 kg;
- 1996, 3. Platz, WM in Warschau, bis 54 kg KG, mit 187,5 kg, hinter Zhang Xixiang, 197,5 kg und Kuo Ping-chun, 187,5 kg;
- 1997, 5. Platz, WM in Chiangmai/Thailand, bis 59 kg KG, mit 205 kg, hinter Patmawadi, Indien, 212,5 kg, Khassaraporn Suta, Thailand, 210 kg, Ju Ni Naw, Myanmar, 207,5 kg und Wu Mei-yi, Taiwan, 207,5 kg;
- 1999, 1. Platz, Commonwealth Games, bis 63 kg KG;
- 1999, 4. Platz, WM in Athen, bis 63 kg KG, mit 230 kg, hinter Chen Jui-Lien, Taiwan, 240 kg, Xiang Meivin, China, 237,5 kg und Walentina Popowa, Russland, 232,5 kg;
- 2000, Bronzemedaille, OS in Sydney, bis 69 kg, hinter Lin Weining, China, 242,5 kg und Erszebet Markus, Ungarn, 242,5 kg;
- 2003, 12. Platz, WM in Vancouver, bis 75 kg KG, mit 235 kg, Siegerin: Shang Shichun, China, 272,5 kg vor Nahla Ramadan, Ägypten, 262,5 kg;
- 2004, nicht platziert, OS in Athen, bis 63 kg KG, nach 3 Fehlversuchen im Reißen

### Medaillen in Einzeldisziplinen
(bei Olympischen Spielen werden keine Einzelmedaillen mehr vergeben)
- WM-Goldmedaillen: 1994, Stoßen, 110 kg – 1995, Reißen, 90 kg – 1995, Stoßen, 112,5 kg
- WM-Silbermedaillen: 1994, Reißen, 87,5 kg
- WM-Bronzemedaillen: 1993, Reißen, 82,5 kg – 1996, Reißen, 85 kg – 1996, Stoßen, 102,5 kg

### Auszeichnungen
- 1995 Arjuna Award
- 1996 Rajiv Gandhi Khel Ratna
- 1996 K K Birla Foundation Award
- 1999 Padma Shri